# Lluís de Lorena (1555-1588)
Lluís II de Lorena, també anomenat "Cardenal de Guisa" o "Cardenal de Lorena" (Dampierre, 6 de juliol de 1555 – Castell de Blois, 24 de desembre de 1588) va ser un cardenal francès, membre de la casa de Guisa, que tingué un paper important durant la vida política francesa del segle xvi. Va ser arquebisbe-duc de Reims de 1574 a 1588.

## Biografia
Va ser el tercer fill de Francesc de Guisa, i d'Anna d'Este, filla de Renata de França.
Lluís de Guisa, que només tenia dinou anys, va ser nomenat arquebisbe duc de Reims el 26 de desembre de 1574, succeint el seu oncle el cardenal de Lorena. Va ser nomenat abat de Saint-Denis el mateix any, i va ser creat cardenal pel papa Gregori XIII el 21 de febrer de 1578. Va ser llavors quan prengué el nom del cardenal de Guisa. Posteriorment seria nomenat legat papal a Avinyó i comanador de l'orde de l'Esperit Sant per Enric III.
Va ser consagrat el 13 de març de 1580 per Carles de Borbó, el cardenal de Vendôme, assistit per Geoffroy de la Marthonie (bisbe d'Amiens) i Claude Angennes Rambouillet (bisbe de Noyon).
El cardenal de Guisa va participar activament en les guerres liderades per la Santa Lliga al costat del seu germà, el duc de Guise, Enric el Balafré.
Va ser assassinat per ordre del rei Enric III, al castell de Blois, el 24 de desembre de 1588, l'endemà de l'assassinat del seu germà, el duc de Guisa. Les seves restes van ser cremades i les cendres van ser llançades al riu.
El papa Sixt V, amb el pretext que no podia acceptar cap crim perpetrat a un cardenal, va emetre un monitori d'excomunió contra el rei de França el 5 de maig de 1589 (com a avís). Va ser especialment per tal de pressionar al rei per evitar que es reconciliés amb l'església protestant de Navarra. Enric III va intentar justificar les seves accions al·legant els perills que els Guisa havien representat per a la corona.
Va tenir un fill il·legítim, Lluís de Guisa, fruit de la relació amb Aimerie de Lescheraine, dama de Grimaucourt. Va ser legitimat el 1610, després de la mort del seu pare.

## Honors
Comanador de l'orde de l'Esperit Sant